# Флоранс, Эркюль
Антуан Эркюль Ромуальд Флоранс (фр. Antoine Hercule Romuald Florence; 29 февраля 1804, Ницца — 27 марта 1879, Кампинас, Бразилия) — франко-бразильский художник-натуралист и изобретатель. За три года до того, как фотографию запатентовал Дагер, её изобрёл Флоранс в Бразилии.

## Биография
Сын солдата Арно Флоранса и подданной Монако Огюстен Виньяли, Эркюль родился в Ницце. В детстве он проявлял интерес к рисованию и наукам и уже с 14 лет работал каллиграфом и рисовальщиком в Монако, где его семья поселилась в 1807 году.
В возрасте 20 лет он отправился из Тулона в кругосветное путешествие на фрегате «Мария-Терезия». Он высадился в Рио-де-Жанейро, через два года после получения Бразилией независимости. Работал в магазине торговца тканями, затем в книжном магазине, который принадлежал некоему французу. Вскоре Флоранс обратил внимание на объявление русского генерального консула Г. И. Лангсдорфа, который при поддержке царя Александра I организовал экспедицию в глубину Бразилии до устья реки Амазонки, и нанялся в экспедицию в качестве художника. Его иллюстрации, эскизы и записи об экспедиции, которая длилась почти три года, длительное время хранились без внимания в Санкт-Петербургской императорской академии и были вновь открыты уже при советской власти, в 1930 году.
В 1830 г. Эркюль женился на Марии-Анжелике, дочери Франсишку Алвариша Мачадо-и-Васконсельюша, будущего губернатора провинции Риу-Гранде-ду-Суль, и поселился в городе Сан-Карлуш.
После брака Флоранс занялся изобретательством. Он создал систему имитации пения птиц (зоофонию), затем изобрёл технологию печати на ткани. Также он разработал технологию визуального представления изображений на листах бумаги с мелкой перфорацией. Оригиналы, по его технологии, должны были помещаться в тёмном помещении перед отверстием, из которого выходил солнечный свет. Изображение затем проецировалось в камеру-обскуру. Свои опыты с закреплением изображений при помощи нитрата серебра Флоранс описал в своём дневнике 15 января 1833 года.
Открытие Флоранса осталось неизвестным в Европе, где подобную методику несколько лет спустя запатентовал Дагер. Флоранс, тем не менее, продолжал заниматься фотографией и сделал множество снимков. О его открытии 1833 г. стало известно только полтора века спустя.